# L'Étalon noir (série télévisée)
 (février 2023).
Si vous disposez d'ouvrages ou d'articles de référence ou si vous connaissez des sites web de qualité traitant du thème abordé ici, merci de compléter l'article en donnant les références utiles à sa vérifiabilité et en les liant à la section « Notes et références ».
Pour les articles homonymes, voir L'Étalon noir (homonymie).
L'Étalon noir (The Black Stallion ou The Adventures of the Black Stallion) est une série télévisée franco-canadienne en 78 épisodes de 26 minutes créée par Dawn Ritchie et Brad Wright d'après la série de romans L'Étalon noir écrits par Walter Farley, et diffusée du 15 septembre 1990 au 16 mai 1993 sur YTV au Canada et The Family Channel aux États-Unis.
En France, la série a été diffusée à partir du 20 avril 1991 sur M6 et en 2016 sur Equidia life.

## Origine
Cette série est librement adaptée des vingt et un romans écrits par l’Américain Walter Farley de 1941 à 1989. 
La série est une coproduction entre le Canada avec Alliance entertainment, et la France avec Atlantique Productions et M6.
L'Étalon noir est la conséquence des quotas de production française imposés à la fin des années 1980. M6 coproduira ainsi plusieurs séries dont Croc-Blanc, et Highlander.

## Synopsis
L'amitié entre un adolescent, Alec et un étalon noir, Black. Ils se lient d'amitié avec un ancien jockey, Henry qui deviendra leur entraineur pour faire courir Le Black sur les hippodromes du monde entier.

## Distribution
- Richard Ian Cox (VF : Damien Boisseau) : Alec Ramsey
- Mickey Rooney (VF : Pierre Baton)  : Henry Dailey
- Virginie Demians : Catherine Varnier (saison 1)
- Marianne Filali : Nicole Berthier (saison 2 et 3)
- Michelle Goodger : Belle Ramsey (saison 1 et 2)
- Jean-Paul Solal : Pierre Chastel (saison 1 et 2)
- David Taylor : Nathaniel « Nate » MacKay (saison 3)

## Fiche technique
- Titre original : The Black Stallion ou The Adventures of the Black Stallion
- Titre français : L'Étalon noir
- Réalisateur : Mitchell Gabourie, Paolo Barzman
- Scénaristes : Dawn Ritchie, Brad Wright
- Musique : Terry Frewer (générique)
- Production : Jana Veverka
- Sociétés de production : Alliance Communications Corporation et Atlantique Productions
- Pays d'origine :  Canada,  France,  Nouvelle-Zélande
- Langue : anglais
- Nombre d'épisodes : 78 épisodes (3 saisons)
- Durée : 26 minutes
- Dates de première diffusion : 
  - Canada : 15 septembre 1990
  - France : 20 avril 1991

## Épisodes

### Première saison
1. À cœur vaillant rien d'impossible ou Quand on veut on peut
2. Une fille dans la course ou Aux âmes biens nées
3. Loin des yeux, loin du cœur (Vigil)
4. La vedette ou L'étoffe d'une vedette
5. Une sacrée arnaque
6. Garde-malade (Long Way Home)
7. Passager clandestin
8. Le roi du rodéo ou Le plus grand des cowboys
9. Sur les traces du Pony Express ou Le dernier Pony Express
10. La dernière course
11. Feux d'artifice
12. Double jeu
13. Péché mignon
14. Pris au piège
15. La main tendue
16. La bête à abattre
17. La perle noire
18. Les risques du métier
19. L'enlèvement
20. Le second souffle
21. Rêve brisé
22. Le souffle du désert
23. L'argent tombé du ciel
24. Le juge de paix
25. L'étalon de Neufchâtel
26. Le choix

### Deuxième saison
1. L'Incendiaire (Barn Burner)
2. Pour une poignée de diamants (Diamonds)
3. Château sauvage (Château Sauvage)
4. Un cheval à abattre (Killer Stallion)
5. Course à obstacles (Machine Rider)
6. L'Alhambra Zarr (The Alhambra Zarr)
7. Retour au bercail (Almost Home)
8. Marché de dupes (Deadliest Bidder)
9. Trou de mémoire (Blackout)
10. Voie sans issue (Detour)
11. Que le meilleur l'emporte (Island Stallion)
12. L'Accident (Ostracized)
13. Réconciliations (Black Spirit)
14. Libre arbitre (Free Will)
15. La Déchirure (Hard Road Home)
16. La Tornade d'Arkansas (The Arkansas Twister)
17. Liaison dangereuse (Fatal Heart)
18. La Première Course (Ticket to Ride)
19. Le Village fantôme (Deadwood Kid)
20. L’Étalon de l'année (Horse of the Year)
21. Parole d'honneur (If The Shoe Fits)
22. Le Sabot saboté (Code of Silence)
23. Tel père, tel fils (Black Tide)
24. La Vente aux enchères (Going, Going, Gone!)
25. Une question de vie ou de mort (The Incredible Ride)
26. Le Trou noir (Ties That Bind)

### Troisième saison
1. Un de perdu, une de retrouvée (Out of Mind, Out of Sight)
2. La Course contre la montre (The Race of Time)
3. Le Défi (The Knight's Contract)
4. La Guérison (Bedside Manner)
5. Le Mauvais Cheval (Breakin' Loose)
6. Les Rappeurs (Seeing Double)
7. Tous les coups sont permis (Back on Track)
8. À l'autre bout du monde (Winning Spirit)
9. Le Cauchemar (Nightmare)
10. La Fugue (Wild Oats)
11. Une question de vie ou de mort(Local Hero)
12. Héros d'un jour (Driving Mr. Daley)
13. La Preuve est faite (Measure of A Man)
14. La Chute (At The Gate)
15. Qui perd gagne (Criss Cross)
16. L'Amour aveugle (Riding The Volcano)
17. Un cadeau empoisonné (A Gift Horse)
18. La Déchirure (Racing In The Streets)
19. Erreurs de jeunesse (Back in America)
20. Le Rêve américain (Pledging Allegiances)
21. Une question de survie (Tapu)
22. À la rescousse (A House Divided)
23. Premier baiser (A Day At The Beach)
24. Une étoile est née (Legends Never Die)
25. Jours de gloire (Glory Days)
26. Recherche jument désespérément (Under October Skies)

## Autour de la série
La première partie de la saison 1 et la seconde partie de la saison 2 sont tournés au Canada.
Dans la seconde partie de la saison 1 et la première partie des saisons 2 et 3 tournées en France, de nombreuses scènes de la série ont été tournées sur les hippodromes d'Auteuil, Chantilly, de Longchamp et de Maisons-Laffitte.
La troisième saison est tournée en Nouvel Zélande à partir de l'épisode 8  étant donné que la série est une co-production Néo Zélandaise dès la saison 3.
Les chevaux ayant participé au tournage étaient dressés par le célèbre Mario Luraschi. Leurs noms étaient Danks, Apollo, Pablo et Bensa.